# Colletto bianco
La locuzione colletti bianchi (in inglese white-collar worker), identifica quei lavoratori che svolgono mansioni meno fisiche, ma generalmente più remunerate rispetto ai colletti blu che svolgono il lavoro manuale. Infatti le camicie bianche si sporcano facilmente e quindi distinguono i lavoratori che "non si sporcano le mani".
L'espressione è attribuita a Upton Sinclair, uno scrittore statunitense, sebbene alcuni riferimenti all'espressione appaiono già nel 1911. Deriva dalla classica camicia bianca che veniva indossata da questo tipo di lavoratori.

## Soggetti
Essi sono professionisti salariati come medici, magistrati, insegnanti, impiegati, dirigenti e funzionari pubblici. Talvolta anche i manager d'azienda sono considerati come appartenenti ai colletti bianchi.

## Abbigliamento
In questo tipo di ambiente il rango è meno significativamente indicato dall'abbigliamento, ma diventa evidente guardando la qualità dello spazio lavorativo, le responsabilità delegate, i privilegi concessi e il salario stesso.
In tempi recenti i lavoratori hanno avuto vari gradi di libertà riguardo alla scelta dell'abbigliamento. I codici per l'abbigliamento possono andare dal rilassato (jeans e abbigliamento casual) al tradizionale (giacca e cravatta o tailleur).

## Impiego
In passato, minoranza nelle società agricole e nelle prime società industriali, sono divenuti una maggioranza nelle nazioni industrializzate. La recente "rivoluzione tecnologica" ha creato molti più lavori da scrivania e diminuito il numero di persone che svolgono lavoro manuale nelle fabbriche. Generalmente, la paga è più alta tra i colletti bianchi, anche se molti di questi non appartengono necessariamente ai ceti alti o privilegiati, come il termine implicava un tempo. Ad esempio, molti impieghi nel sempre più crescente settore dei servizi richiedono un abbigliamento formale nonostante la paga bassa.

Inoltre, un numero crescente di aziende non ha nessun colletto blu, in quanto non producono alcun bene materiale, hanno invece un'intera gerarchia di colletti bianchi, che vestono essenzialmente allo stesso modo.

## Contesto e spazi lavorativi
Come esempio di contrasto negli spazi lavorativi, i dirigenti possono avere uffici più ampi e meglio arredati, mentre gli impiegati di grado inferiore condividono piccoli cubicoli con mobili economici. Come esempio delle differenti responsabilità, i lavoratori di grado più alto avranno solitamente responsabilità più ampie e fondamentali nell'azienda, mentre i subordinati saranno delegati a compiti più specifici e limitati. I casi di differenza nei ruoli, benefici connessi e nel salario parlano da soli. In quanto impiegati salariati, possono essere membri di sindacati settoriali ed esercitare diritto di sciopero.
In Italia, tra le fonti normative che disciplinano il loro rapporto di lavoro grande importanza riveste la contrattazione collettiva.

## Criminologia e sociologia della devianza
L'espressione viene utilizzata, sempre più di frequente, anche in ambito sociologico e criminologico, per indicare una particolare categoria di reati (i reati dei "colletti bianchi"), prendendo spunto dal termine White-collar crime ("reati o crimini dei colletti bianchi"), introdotta dal criminologo Edwin Sutherland nel 1939. 
Con tale espressione, si vuole indicare quel particolare genere di reati, quasi sempre sottovalutati e impuniti, commessi da esponenti della borghesia delle professioni, da leader della politica e dell'economia. Il riferimento a tali tipologie di reato è sempre più attuale, poiché l'ingresso nel più ampio sistema delle reti criminali – per le organizzazioni criminali che sono riuscite a realizzarlo – non ne ha lasciato inalterato l'assetto organizzativo e ha contribuito a diversificare le loro attività, incidendo sulla loro immagine pubblica.
Nel tempo, le mafie e le organizzazioni criminali hanno riversato nell'economia e nella finanza grandi patrimoni illecitamente percepiti, rendendo sempre più difficile la loro separazione da quelli leciti, spostando così l'utilizzo di mezzi illeciti nel mercato delle normali transazioni, esternalizzando e dando in appalto l'uso della violenza: non più esplicita, diretta e visibile, ma sempre più invisibile e indiretta, tendendo ad agire a monte, sul processo di normazione.
 
Oltre alla difficoltà di separare i mercati leciti da quelli illeciti, il nuovo assetto reticolare delle mafie ha prodotto un'altra pericolosa conseguenza: il trasferimento sulle attività delle organizzazioni criminali tradizionali di quella stessa impunità di cui hanno sempre, storicamente potuto beneficiare i cosiddetti colletti bianchi, sia per quel che riguarda gli assetti dell'amministrazione della giustizia, sia per quanto attiene al giudizio formulato dalla pubblica opinione.
Parlare di colletti bianchi nel contesto contemporaneo, significa affrontare il tema della commistione tra economia legale ed economia criminale, che trovano sempre più spesso forme e luoghi di pacifica convivenza, magari agevolate dall'esistenza di “camere di compensazione” istituzionali o paraistituzionali, interessate all'accumulazione o alla speculazione finanziaria.

Uno tra i più recenti esempi in tal senso è certamente quello vissuto in Italia negli anni novanta del XX secolo, con Tangentopoli.

## Opere dedicate agli impiegati
- Dilbert (striscia a fumetti)
- Il segreto del mio successo (film)
- Una donna in carriera (film)
- Impiegati... male! (film)
- The Office (serie TV)
- White Collar (serie TV)
- Mad Men (serie TV)
- Aggretsuko (serie anime)